# Angel Delight
Angel Delight je šesté studiové album anglické folkrockové skupiny Fairport Convention. Vydáno bylo v červnu roku 1971 společností Island Records a spolu se členy kapely jej produkoval John Wood. Jde o první album kapely vydané po odchodu zakládajícího člena Richarda Thompsona. Nahráno bylo od února do března v londýnském studiu Sound Techniques.

## Seznam skladeb
1. Lord Marlborough – 3:27
2. Sir William Gower" – 5:00
3. Bridge over the River Ash – 2:15
4. Wizard of the Worldly Game – 4:08
5. The Journeyman's Grace – 4:35
6. Angel Delight – 4:09
7. Banks of the Sweet Primroses – 4:15
8. Instrumental Medley: The Cuckoo's Nest / Hardiman the Fiddler / Papa Stoor – 3:28
9. The Bonny Black Hare – 3:08
10. Sickness & Diseases – 3:47

## Obsazení
- Dave Swarbrick – zpěv, mandolína, housle, viola, cuckoo
- Dave Pegg – baskytara, zpěv, kytara, viola, housle
- Dave Mattacks – bicí, perkuse, zpět, harmonium, tamburína, klavér
- Simon Nicol – zpěv, kytara, baskytara, elektrický dulcimer, housle